# Арсьєро
Арсьєро (італ. Arsiero, вен. Arsiero) — муніципалітет в Італії, у регіоні Венето, провінція Віченца.
Арсьєро розташоване на відстані близько 450 км на північ від Рима, 90 км на північний захід від Венеції, 32 км на північний захід від Віченци.
Населення — 3234 особи (2014).
Щорічний фестиваль відбувається 29 вересня. Покровитель — святий Архангел Михаїл.

## Демографія
Населення за роками:

Станом на 1 січня 2023 року в муніципалітеті офіційно проживали 272 іноземці з 24 країн, серед них 78 громадян країн Євросоюзу та 10 громадян України.

## Сусідні муніципалітети
- Коголло-дель-Ченджо
- Лагі
- Ластебассе
- Позіна
- Тонецца-дель-Чимоне
- Вальдастіко
- Вело-д'Астіко